# Onthophagus dorsofasciatus
Onthophagus dorsofasciatus là một loài bọ cánh cứng trong họ Bọ hung (Scarabaeidae).